# イッツ・マイ・スタイル
「イッツ・マイ・スタイル」(It's My Style)は、イギリスのシンガーソングライターであるキャシー・デニスが1994年に発表した楽曲。日本のみでシングルが発売された（アルバム『イントゥ・ザ・スカイライン+1』と同時発売、1993年に発売された同アルバムに「イッツ・マイ・スタイル」を追加収録した内容）。日本国外では未発表。

## タイアップ
ダリヤ「ベネゼル」のCMソングに使用され、CMにはデニスも出演した。

## 収録曲
日本盤 3" シングル
1. イッツ・マイ・スタイル (3:53)
作詞作曲：キャシー・デニス
2. イッツ・マイ・スタイル（カラオケ）